# Silvana Mangano
Silvana Mangano (Roma, 23 de abril de 1930 - Madri, 16 de dezembro de 1989) foi uma atriz italiana.
Após o casamento com o produtor Dino De Laurentiis trabalhou com os nomes mais importantes do cinema italiano: Federico Fellini, Vittorio De Sica, Alberto Lattuada, Marco Ferreri, Pier Paolo Pasolini, Franco Zeffirelli, Tinto Brass e Luchino Visconti.

## Inicio
Filha de um ferroviário e de uma inglesa, começou a seguir os cursos de dança clássica em Milão, ministrados por Jia Ruskaya e, notada pelo famoso estilista francês Georges Armenkov, Silvana após um pouco de hesitação, decide partir para a França para trabalhar como modelo para a Maison Mascetti; e foi precisamente na França que Silvana desponta em 1945 como figurante no seu primeiro filme: Le jugement dernier.
Retornando à Itália, graças a sua beleza escultural, participou do concurso Miss Itália 1947 que foi ganho por Lúcia Bosé; nesta edição participaram também Gianna Maria Canale (segunda), Gina Lollobrigida (terceira) e Eleonora Rossi Drago (depois excluída) que tornaram-se amigas de Silvana por toda sua vida.
Silvana vem a ser notada pelo cineasta Mário Costa e logo começa a trabalhar na figuração em alguns filmes como Il delitto di Giovanni Episcopo em 1947, de Alberto Lattuada, ao lado de Gina Lollobrigida. No entanto, segue um curso de declamação teatral, onde conheceu Marcelo Mastroianni, seu primeiro namorado.

## Arroz Amargo e o sucesso
Com apenas 19 anos, Silvana Mangano foi escolhida por Giuseppe De Santis para o filme Arroz Amargo (1949) com Vittorio Gassman: a atriz se apresentou ao teste entre uma grande quantidade de garotas, mas o cineasta não escolheu nenhuma delas: nem mesmo ela, que estava vestida de uma maneira muito vistosa e estava muito maquiada. Algum tempo depois, passeando pela Via Veneto em Roma, ela se encontrou com o cineasta debaixo de chuva: sem maquiagem, com os cabelos molhados e com um aspecto simples, impressionou De Santis que a fez fazer um segundo teste, conseguindo assim o papel da protagonista Silvana. No set conheceu o seu futuro marido, o produtor cinematográfico Dino De Laurentiis.
O filme obteve um sucesso extraordinário, excepto em Portugal pois o filme foi proibido pela Censura do Estado Novo, e o seu processo censório foi polémico, e Silvana, graças à sua beleza também, alcançou o sucesso no mundo do cinema, lançada como sex symbol italiano no pós-guerra. A sua imagem altiva e indolente de camponesa com a camisa elegante e com as meias pretas até metade das coxas, tornaram-se uma imagem símbolo do cinema italiano.
Ainda em 1949 trabalhou em Cagliostro e novamente com Vittorio Gassman em Il lupo della Sila, tanto que corriam boatos de que a queriam como noiva do ator. No ano seguinte filmou com Amedeo Nazzari, Il brigante Musolino.
Chegou o sucesso a nível internacional: os criticos americanos a comparavam a Rita Hayworth e recebia propóstas de Hollywood e do cineasta Alexander Korda, mas Silvana recusou. Nesse mesmo ano se casou com Dino De Laurentiis, com quem teve quatro filhos: Veronica, Raffaella (futura produtora), Federico e Francesca.

## Osanos 1950

Alberto Sordi, Silvana Mangano e Vittorio Gassman em 1959

Após o casamento, De Laurentiis passou gerir sua carreira de maneira prudente e cuidadosa, sabendo escolher roteiros adequados e com personagens psicologicamente mais complexos e etéreos, como a dançarina de night-club que se torna freira no filme Anna de Alberto Lattuada (1951) e O Ouro de Nápoles (1954) de Vittorio De Sica onde interpreta a prostituta no episódio de Teresa e de novo ao lado de Vittorio Gassman em Mambo (1954). Neste período aumentou o gradual afastamento da personagens relacionadas com a sua beleza com interpretações mais complexas e com mais nuances psicológicas.
No seu primeiro trabalho internacional, Ulisses (1954) por Mario Camerini, ao lado de Kirk Douglas e Anthony Quinn, a atriz interpretou dois personagens: Penelope e feiticeira Circe. Agora, Silvana era uma diva do cinema. Convidada a trabalhar com Marcello Mastroianni, mas mais de uma vez recusou, concordando em trabalhar no filme La tempesta (1958).
Silvana Mangano continuou a selecionar as propostas recebidas, fazendo filmes famosos como La diga del Pacifico (1958), direção de René Clément e tirado de um romance de Marguerite Duras, trabalhando com Anthony Perkins e Alida Valli como co-stars.
No fim dos anos 1950, apesar do personalidade reservada, Silvana Mangano fez sucesso no papéis de comédia, provando sua versatilidade no papel de prostituta A Grande Guerra (1959) de Mario Monicelli, com Alberto Sordi e Vittorio Gassman, ou de pessoas comuns em Crimen (1961) de Mario Camerini.

## Os anos 1960: as comédias e os filmes de autor
Em 1960, Federico Fellini lhe propos atuar ao lado de Marcello Mastroianni em La Dolce Vita, mas De Laurentiis, por causa de seu ciúme, lhe fez recusar a personagem que foi feita por Anouk Aimée.
Silvana Mangano interpretou uma mulher que luta contra a força nazista em Cinco Mulheres Marcadas (1960) de Martin Ritt, concordando em cortar a zero o seu longo cabelo pela personagem e acaba sendo capa da revista americana Life. Enquanto isso filmou Una vita difficile (1961) e O Juízo Universal (1961), afirmando a amizade com Alberto Sordi, que tornou-se um de seus amigos mais queridos. Com a notável interpretação de Edda Ciano no filme Il processo di Verona de Carlo Lizzani, Silvana Mangano começou a lidar com personagens cada vez mais atormentadas, introspectivas e refinadas.
Faz par romântico com Alberto Sordi, em uma comédia do cineasta Tinto Brass, e em La mia signora (1964) e no Il disco volante (1964), com Alessandro Blasetti em Io, io, io... e gli altri (1965) onde reencontrou Marcello Mastroianni e foi dirida por Alberto Sordi na sátira Scusi, lei è favorevole o contrario? (1966).

## Pasolini e Visconti
De 1967 a 1974, Silvana Mangano teve a oportunidade de mostrar o seu talento de maneira definitiva, dirigida por dois mestres como Pier Paolo Pasolini e Luchino Visconti, que compreenderam a sua maneira de atuar. Foi uma esplendida Jocasta no filme Édipo Rei (1967) e trabalhou em outros dois filmes Capriccio all'italiana (1967) e As Bruxas (1967) ao lado de Totò.
Interpretou uma mãe desnaturada e hipócrita em Teorema (1968) com Massimo Girotti e Terence Stamp. Após Decameron (1971) abandonou Pasolini e atuou na comédia Semeando a Ilusão (1972), considerada por alguns a obra-prima de Luigi Comencini, ao lado de Alberto Sordi, Bette Davis e Joseph Cotten.
Visconti a queria em Morte em Veneza (1971) e, ao lado de Romy Schneider, em Ludwig (1973), no ano seguinte, no elenco de estrelas em Violência e Paixão (1974) com Burt Lancaster e Helmut Berger.

## Os Últimos Anos
Um contraponto ao sucesso profissional, houve dificuldades na vida privada. Cada vez mais isolada de seu marido e filhos, e para testemunhar o seu desconforto, existem muitas entrevistas no qual ela declarou seu desgosto com sua aparência física, e também falou da sua persistente insônia. A morte de seu filho Frederico aos vinte e cinco anos (em 15 de julho de 1981 em um acidente de avião no Alasca) agravou sua depressão.
Silvana Mangano divorciada de Dino De Laurentiis, foi diagnosticada com câncer de estômago, então retirou-se da vida pública, participando apenas do filme Duna (1984) de David Lynch, ao pedido de sua filha Raffaella, produtora do filme. Sentindo a aproximação do final, tornou-se amiga do ex-marido De Laurentiis e trabalhou com Marcello Mastroianni na obra-prima de Nikita Mikhalkov, Olhos Negros (1987).
Ela morreu de câncer dois anos depois, em Madri, onde vivia com sua filha Francesca, em 16 de dezembro de 1989, deixando na memória do público italiano o retrato de uma grande atriz e intérprete respeitada.

## Filmografia
- 1945: Le jugement dernier de René Chanas
- 1946: O Elixir do Amor de Mario Costa
- 1947: Il delitto di Giovanni Episcopo di Alberto Lattuada
- 1948: Gli uomini sono nemici de Ettore Giannini
- 1949: Il lupo della Sila de Duilio Coletti
- 1949: Cagliostro (Black Magic) de Gregory Ratoff e Orson Welles
- 1949: Arroz Amargo de Giuseppe de Santis
- 1950: Il brigante Musolino de Mario Camerini
- 1951: Anna de Alberto Lattuada
- 1953: Il più comico spettacolo del mondo (sem creditos) de Mario Mattoli
- 1954: Mambo de Robert Rossen
- 1954: Ulisses de Mario Camerini
- 1954: O Ouro de Nápoles de Vittorio de Sica
- 1956: Uomini e lupi de Giuseppe de Santis
- 1958: Terra Cruel de René Clement
- 1958: La tempesta de Alberto Lattuada
- 1959: A Grande Guerra de Mario Monicelli
- 1960: Cinco Mulheres Marcadas de Martin Ritt
- 1961: Crimen de Mario Camerini
- 1961: O Juízo Universal de Vittorio De Sica
- 1961: Barabba de Richard Fleischer
- 1963: Il processo di Verona de Carlo Lizzani
- 1964: La mia signora de Mauro Bolognini, Tinto Brass e Luigi Comencini
- 1964: Il disco volante de Tinto Brass
- 1966: Eu... Eu... Eu... e os Outros de Alessandro Blasetti
- 1967: Scusi, lei è favorevole o contrario? de Alberto Sordi
- 1967: As Bruxas de Mauro Bolognini, Vittorio De Sica, Pier Paolo Pasolini, Franco Rossi e Luchino Visconti
- 1967: Édipo Rei de Pier Paolo Pasolini
- 1968: Capriccio all'italiana - episódios La bambinaia de Mario Monicelli, Perché? de Mauro Bolognini e Viaggio di lavoro de Pino Zac
- 1968: Teorema de Pier Paolo Pasolini
- 1971: Scipione detto anche l'africano de Luigi Magni
- 1971: Morte em Veneza de Luchino Visconti
- 1971: Decameron (sem creditos) de Pier Paolo Pasolini
- 1972: D'amore si muore de Carlo Carunchio
- 1972: Semeando a Ilusão de Luigi Comencini
- 1972: Ludwig de Luchino Visconti
- 1974: Violência e Paixão de Luchino Visconti
- 1984: Duna de David Lynch
- 1987: Olhos Negros de Nikita Mikhalkov

## Prêmios
- 1955: Nastro d'Argento de melhor atriz protagonista por O Ouro de Nápoles
- 1963: David di Donatello de melhor atriz protagonista por Il processo di Verona
- 1964: Nastro d'Argento de melhor atriz protagonista por Il processo di Verona
- 1967: David di Donatello de melhor atriz protagonista por As Bruxas
- 1972: Nastro d'Argento de melhor atriz Co-adjuvante por Morte em Veneza
- 1973: David di Donatello de melhor atriz protagonista por Semeando a Ilusão